# دون هيد
دون هيد هو لاعب هوكي الجليد كندي، ولد في 30 يونيو 1933 في York, Ontario ‏ في كندا.

## وصلات خارجية
- دون هيد على موقع دوري الهوكي الوطني (الإنجليزية)
- دون هيد على موقع قاعة مشاهير الهوكي (لاعب أن.إتش.أل) (الإنجليزية)
- دون هيد على موقع EliteProspects.com (الإنجليزية)
- دون هيد على موقع HockeyDB.com (الإنجليزية)
- دون هيد على موقع Hockey-Reference.com (الإنجليزية)
- دون هيد على موقع أوليمبيديا (الإنجليزية)